# Reserva natural de las marismas de Castromarín y Villarreal de San Antonio
Las marismas de Castromarín y Villarreal de San Antonio son una reserva natural creada a 27 de marzo de 1975 con el objetivo de proteger una zona húmeda con características excepcionales en la zona envolvente del estuario del río Guadiana. Presenta un sinnúmero de marismas, salinas, pastos y esteros donde pasta el ganado, nidifican aves migratorias como las zancudas, símbolo de la Reserva, y prosperan numerosas especies de peces y moluscos.
Localizada en el sotavento del Algarve, cerca de la hoz del río Guadiana, ocupa una área aproximada de dos mil hectáreas compuesta por 66% de zona húmeda, 32% de zona agrícola y 2% de áreas forestales. Las salinas de Castromarín, talladas sobre terrenos de marisma, remontan al siglo VIII a. C., época en que fue introducida en la región la técnica de la sala de peces para conserva. 